# Pierre runique de Fåberg
La pierre runique de Fåberg ou pierre de Fåberg (en norvégien : Fåbergsteinen) est une pierre runique située à Fåberg, dans le comté d'Oppland, en Norvège.

## Situation
La pierre se dresse à proximité de l'église de Fåberg (en), au bord de la Gausdalsvegen, à environ huit kilomètres au nord-ouest de Lillehammer.

## Description
La pierre runique de Fåberg est probablement un menhir datant de la fin de l'Âge du fer qui fut réutilisé à l'époque viking comme pierre runique.
Elle se présente comme un obélisque très fin mesurant environ 3 m de longueur pour une largeur comprise entre 20 et 30 cm.
Datée d'environ 1050, la pierre runique comporte l'inscription suivante :
« ruar raisti stain þana aftir alui faþur sin »
Transcription en vieux norrois :
« Hróarr reisti stein þenna eptir Ǫlvi faður sinn »
Traduction en français :
« Roar a élevé cette pierre après Olve, son père »

## Histoire
En 1775, l'historien norvégien Gerhard Schøning (en) mentionne trois monolithes à l'église de Fåberg (en) ; la pierre runique de Fåberg est l'une de ces trois pierres. En 1833,
Christian C. A. Lange (en) fait mention de l'inscription runique. Lorsque Sophus Bugge visite les lieux en 1866, la partie supérieure de la pierre est cassée et a disparu. En 1870, la partie manquante est retrouvée et elle est donnée au département des Antiquités du musée d'histoire culturelle d'Oslo. En 1891, les deux pièces sont réunies et la pierre complète est reconstituée à Lillehammer. Cependant, de nombreux habitants de Fåberg souhaitaient récupérer la pierre et, en 1928, elle est réinstallée à l'église de Fåberg, non loin de son site d'origine.